# طلعت نجم
طلعت نجم (عربی: طلعت نجم؛ زادهٔ ۱۸ سپتامبر ۱۹۶۸) داور فوتبال اهل لبنان است.